# Sakhalinia
Sakhalinia è un genere estinto di pesci ossei appartenente alla famiglia degli Hexagrammidae e all'ordine degli Scorpaeniformes. È noto per una singola specie, Sakhalinia multispinata, scoperta nei depositi miocenici dell'Isola di Sachalin, in Russia orientale.

## Descrizione
Sakhalinia multispinata è stato descritto sulla base di un singolo esemplare fossile, quasi completo, ritrovato in sedimenti a grana fine dell’Agnevo Formation, lungo la costa occidentale dell’Isola di Sachalin. L’esemplare è stato conservato in parte e controparte, ovvero in entrambe le facce della lastra fossilifera.
Questo pesce è caratterizzato da un corpo allungato e una dentatura formata da denti ricurvi e sottili, adatti alla cattura di piccoli crostacei, suggerendo una dieta specializzata. Il numero complessivo di vertebre è di 44 (22 + 22), mentre la pinna caudale possiede 14 raggi principali (6 superiori + 8 inferiori).
La pinna dorsale è intera (non divisa), con 25 spine robuste seguite da 13 raggi molli. La pinna anale presenta 4 spine forti e 2 raggi molli. Le scaglie sono di tipo ctenoide, con margini posteriori seghettati.

## Classificazione
Sakhalinia è stato descritto nel 2013 ed è stato identificato come un membro basale della famiglia Hexagrammidae, un gruppo di pesci bentonici diffusi attualmente nell’Oceano Pacifico settentrionale.
Sebbene appartenga a questa famiglia, Sakhalinia multispinata mostra un insieme di caratteristiche uniche che giustificano l'assegnazione a un nuovo genere. Queste includono la combinazione di raggi dorsali, dentatura specializzata e morfologia del cranio.

## Paleoecologia
I sedimenti della Formazione Agnevo risalgono al Miocene medio-Miocene superiore, in particolare agli intervalli Serravalliano–Tortoniano. L’ambiente di deposizione era di tipo marino costiero, con condizioni favorevoli alla conservazione di organismi bentonici e demersali.
La fauna fossile associata comprende molluschi, crostacei e altri teleostei marini, indicando un ecosistema ricco e diversificato.

## Etimologia
Il nome generico Sakhalinia fa riferimento all’Isola di Sachalin, località di ritrovamento del fossile. L’epiteto specifico multispinata si riferisce al numero elevato di spine presenti nella pinna dorsale e nella pinna anale.